# Jordan Harrod
Jordan Harrod (Montclair, 10 de julio de 1996) es una científica e investigadora estadounidense, así como youtuber, que trabaja en ingeniería neural, interfaces cerebro-computadora y aprendizaje automático para la medicina. Actualmente estudiante de posgrado en Harvard y el MIT, Harrod también dirige un canal de YouTube para educar al público sobre la inteligencia artificial. En enero de 2023, su canal de YouTube tenía más de 84 mil suscriptores y sus videos más de 2 millones de vistas en total.

## Temprana edad y educación
Harrod es de Montclair, Nueva Jersey, donde asistió a la Montclair High School, graduándose en 2014. Durante la escuela secundaria, fue miembro de los equipos universitarios de esgrima y tenis.
Harrod se graduó de la Universidad de Cornell en 2018 con una licenciatura en ingeniería biomédica. Durante sus años de licenciatura, pasó un verano investigando el aprendizaje automático para la reconstrucción de resonancias magnéticas en la Universidad de Stanford. Actualmente es Ph.D. estudiante e investigadora de posgrado de la Fundación Nacional de Ciencias en Harvard, el programa de Ciencias y Tecnología de la Salud del MIT, donde estudia el uso de la neuromodulación para comprender el dolor y la conciencia, y el uso de la neurotecnología y el aprendizaje automático para desarrollar nuevas herramientas para la estimulación cerebral.  Colabora principalmente con el anestesiólogo Emery Brown y el neurocientífico Ed Boyden.
Harrod ha sido oradora pública invitada en TEDxBeaconStreet, WITI Women in Technology Summit y Women Who Code Boston.  Su charla TEDx discutió la importancia de la alfabetización en IA. En 2020, Built In la presentó como una de las nueve mujeres negras en ciencia de datos que se debe conocer.

## Carrera en YouTube
El canal de YouTube de Harrod se centra en temas y eventos actuales en inteligencia artificial, ética de IA y tecnología médica . Comenzó su canal de YouTube porque no pudo encontrar muchos recursos educativos dirigidos a la persona promedio sobre cómo las personas interactúan con los algoritmos. Su video más visto examina cómo funcionan los supervisores de IA y si pueden detectar las trampas en los exámenes en línea.
Es parte de Inquisitive Fellowship, una inversión de Vsauce en creadores educativos en YouTube. En agosto de 2020, AsapSCIENCE mencionó el canal de Harrod en un video sobre la diversidad en la ciencia.
El popular youtuber Tom Scott desafió a Harrod a crear una versión falsa de él con un presupuesto de solo $100. En un video de colaboración en su canal, Harrod logró hacerlo y también discutió la tecnología y los peligros asociados con las falsificaciones profundas.
En octubre de 2020, Harrod se unió a la comunidad de creadores Standard y comenzó a publicar sus videos en Nebula, una plataforma para compartir videos por suscripción, debido a los estrictos algoritmos de YouTube. "Definitivamente hay temas con los que me he encontrado que creo que serían un desafío a cubrir en YouTube", explicó a la BBC. Por ejemplo, si creo un video sobre cómo los algoritmos moderan el discurso de odio en línea, los algoritmos de YouTube pueden marcar el contenido de ese video como discurso de odio.